# Jeff Hironaka
Jeff Hironaka (Weiser, Idaho, 1956/1957 –) amerikai kosárlabdázó és kosárlabdaedző, 2023 óta a San Jose State Spartans vezetőedzője.

## Fiatalkora
Családját a második világháború során a Szív-hegyi áttelepítő táborban tartották fogva. Egy farmon nőtt fel. Az általános iskolában, valamint a Kelet-oregoni Egyetemen kosárlabdázott, majd beiratkozott az Idahói Állami Egyetemre.

## Pályafutása
1979-ben az Eastern Oregon Mountaineers utánpótlásedzője, majd 1980-ban a Weiseri Középiskola edzője és matematikatanára lett. 1985–1986-ban a ririe-i, 1986–1987-ben pedig a blackfooti középiskola munkatársa volt. 1986 novemberében a csapat egységére hivatkozva javasolta a hosszú hajviselet betiltását, azonban az őslakosok tiltakozását követően döntését visszavonta. Több koordinátori pozíciót is betöltött, majd 1987 és 1990 között az Idaho State Bengals edzőhelyettese volt.
1990-ben a The Master’s Mustangs, 1992-ben pedig a Seattle Pacific Falcons munkatársa lett; 2002-ben Ken Bone lemondása miatt vezetőedzővé nevezték ki. 2006-ban az NCAA-bajnokság elődöntőjéig jutottak. 2009-ben távozott; korábban a Chaminade Silverswords és az Eastern Washington Eagles edzői pozíciójának várományosa volt.
2009-ben a Washington State Cougars edzőhelyettese, 2012-ben pedig toborzója, majd személyügyi igazgatója lett. Ugyanezen évben a Bemidji State Beavers egyik lehetséges edzőjelöltje volt.
2013-ban a Portland State Vikings helyettese, 2017-ben pedig a Colorado Christian Cougars vezetőedzője lett. 2020-tól a Genesis Prep, 2023-tól pedig a San Jose State Spartans alkalmazza.

## Díjai és elismerései
2002-ben ő lett az első japán-amerikai egyetemi kosárlabdaedző. A Great Northwest Athletic Conference 2006-ban, valamint megosztva 2007-ben az év edzőjének választotta.

## Fordítás
- Ez a szócikk részben vagy egészben  a   Jeff Hironaka című angol Wikipédia-szócikk ezen változatának fordításán alapul.  Az eredeti cikk szerkesztőit annak laptörténete sorolja fel. Ez a jelzés csupán a megfogalmazás eredetét és a szerzői jogokat jelzi, nem szolgál a cikkben szereplő információk forrásmegjelöléseként.